# Sint-Martinuskerk (Dilsen)

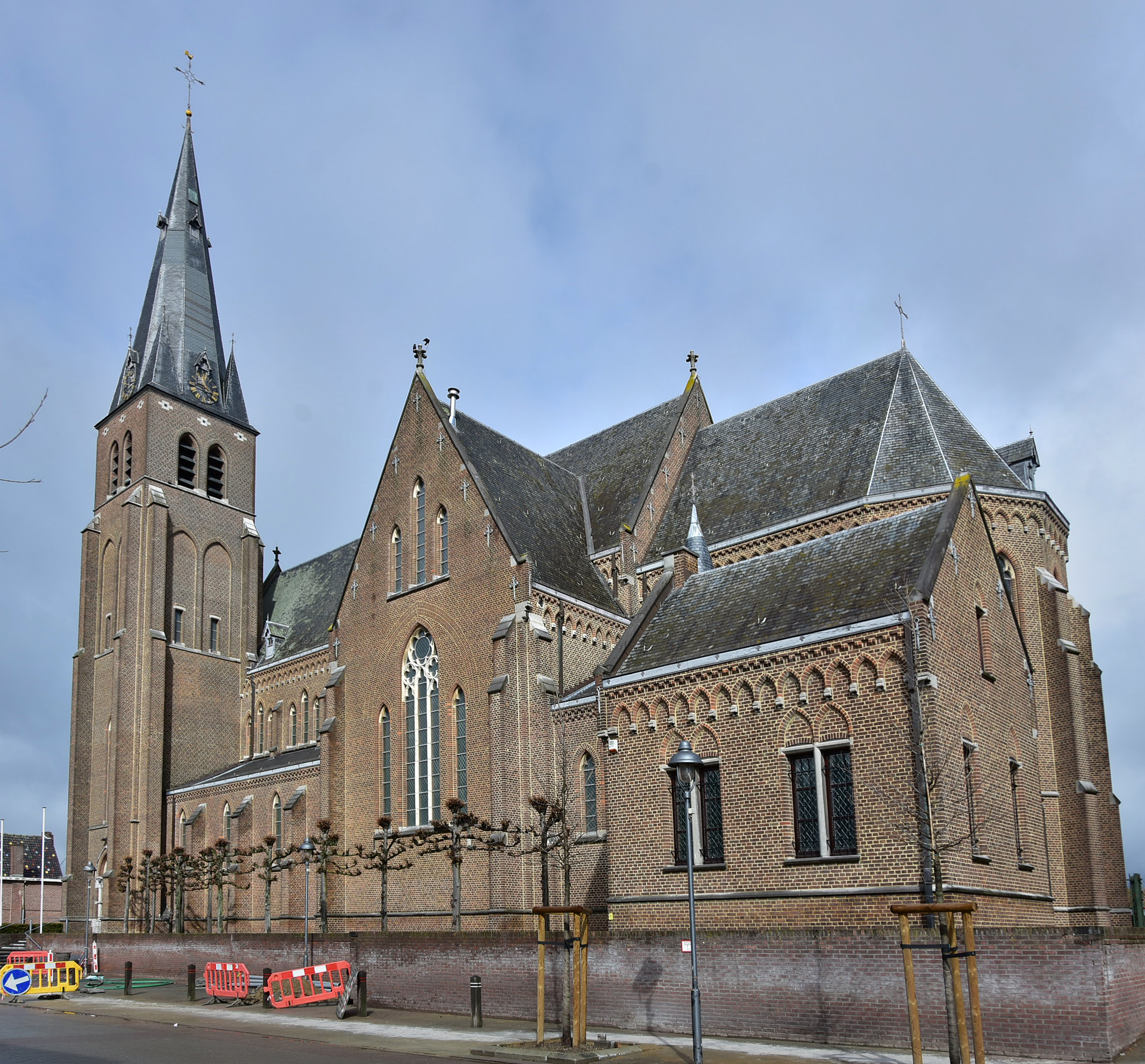
Sint-Martinuskerk

De Sint-Martinuskerk is de parochiekerk van Dilsen, gelegen aan de Europalaan.
De oorspronkelijke kerk, waarvan de Oude toren nog rest, stond meer naar het oosten, in de buurtschap Oud-Dilsen. Toen de bevolking toenam en de meeste mensen ten westen van de Rijksweg, de huidige N78, kwamen te wonen, werd daar ook de nieuwe kerk gebouwd.
Het betrof een neogotische kerk, ontworpen door Hyacinth Martens en Vincent Lenertz. De bouw vond plaats van 1908-1912.

## Gebouw
Het betreft een driebeukige bakstenen kruisbasiliek. De toren heeft vier geledingen en wordt geschraagd door haakse steunberen. De spits is een naaldspits, met op de vier hoeken nog kleine spitsjes, alle gedekt door leien.

## Meubilair
Tot de schilderijen behoort een Aanbidding der herders, mogelijk geschonken in 1714 door baron De Rosen. Ook een 18e-eeuws grisaille voorstellende: Sint-Martinus Bisschop. Voorts een gotisch beeld in gepolychromeerd hout van Onze-Lieve-Vrouw met Kind, waarvoor het jaar 1380 wordt opgegeven; een 16e-eeuws beeld van Sint-Martinus en de bedelaar; eiken beelden van Sint-Paulus en Sint-Petrus uit de 17e eeuw; een beeld van een vrouwelijke heilige uit de 18e eeuw.
Er zijn twee eikenhouten biechtstoelen uit ongeveer 1700. De hoofd- en zijaltaren en de communiebank zijn neogotisch.
Het torenuurwerk is afkomstig uit de oude kerk, werd geschonken door het kapittel van Sint-Servaas te Maastricht en werd vervaardigd in 1627 door Les Ateliers de la Meuse te Luik.

## Galerij

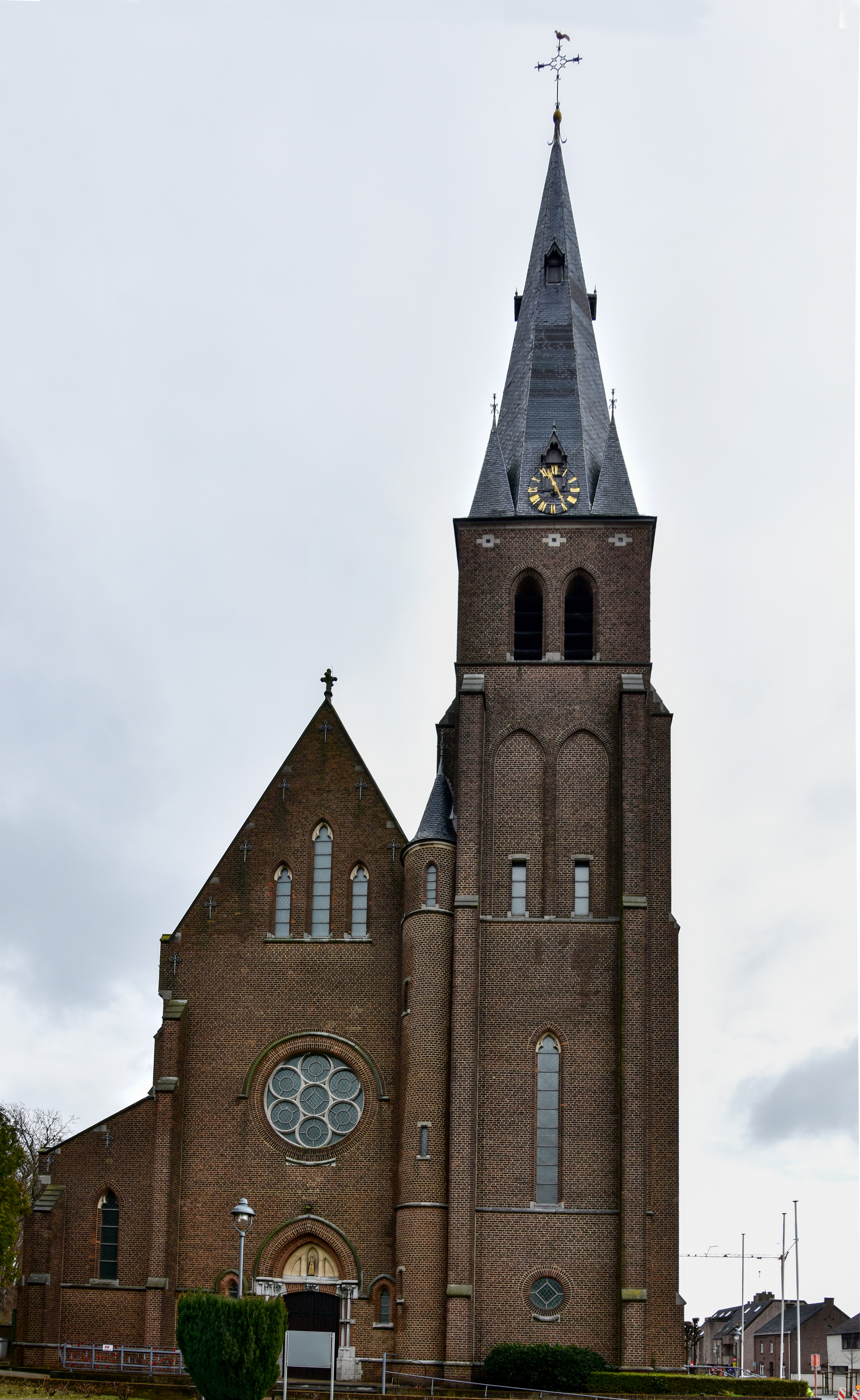
Kerktoren
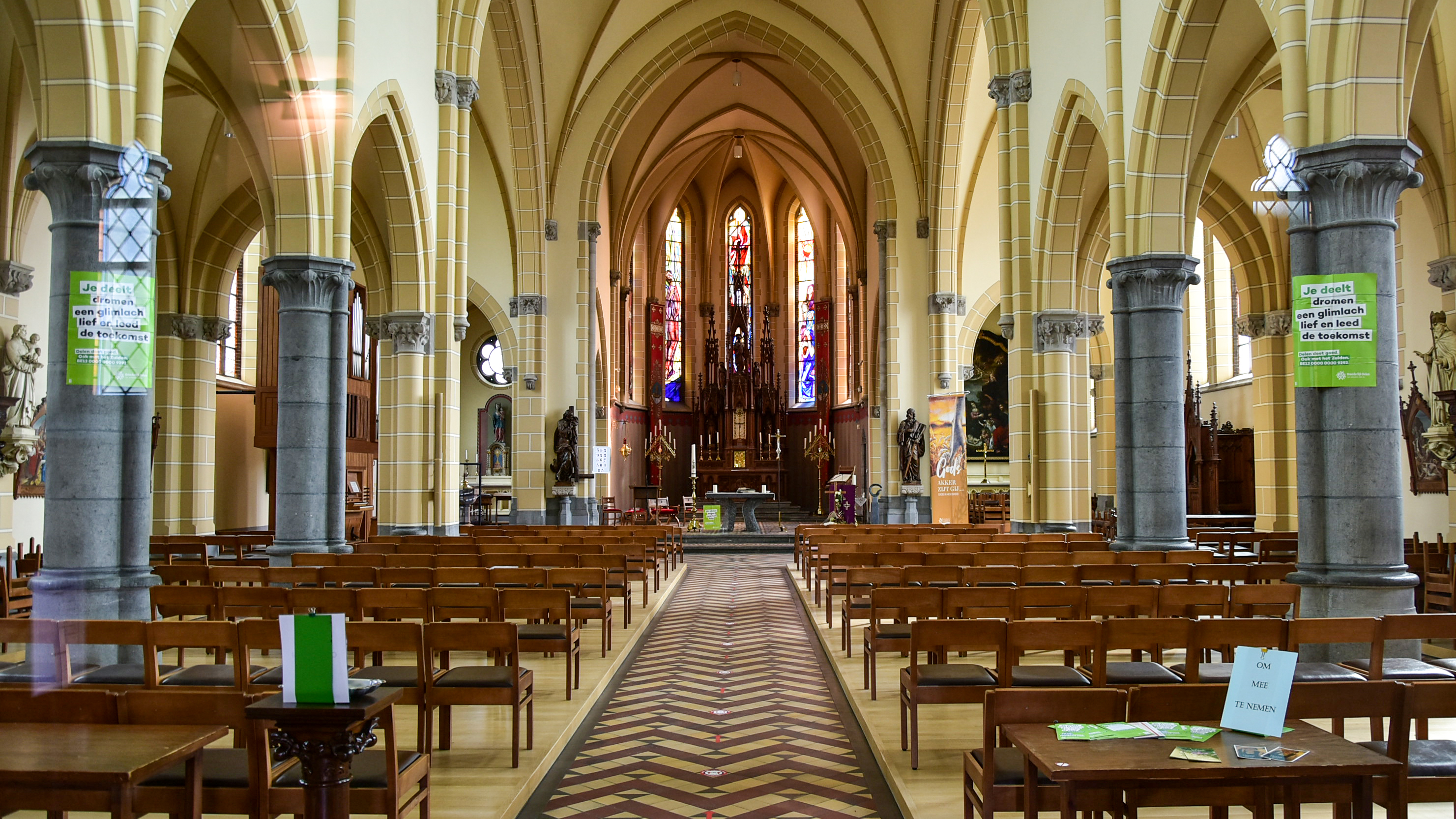
Kerkschip
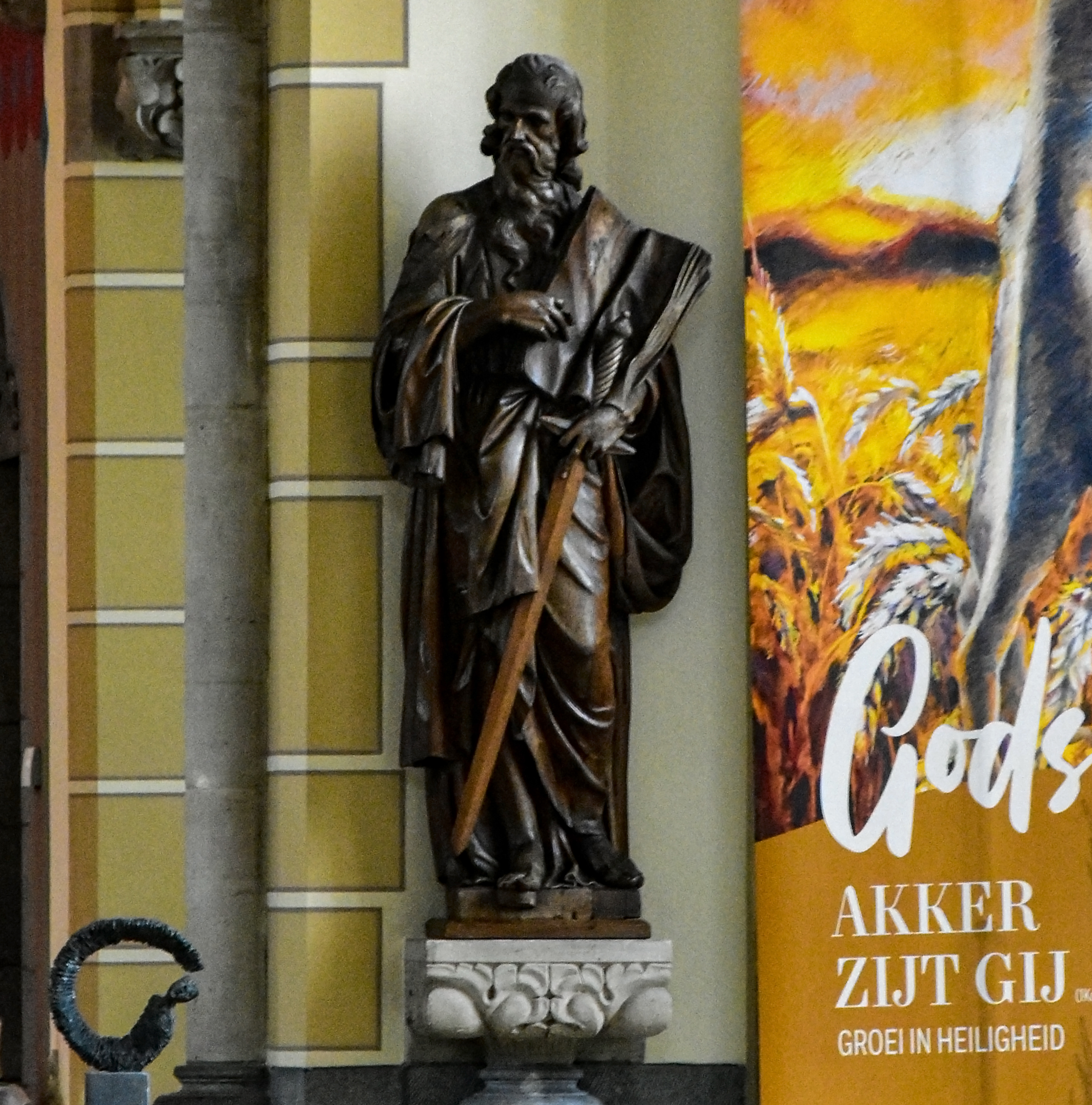
Paulus (17e eeuw)
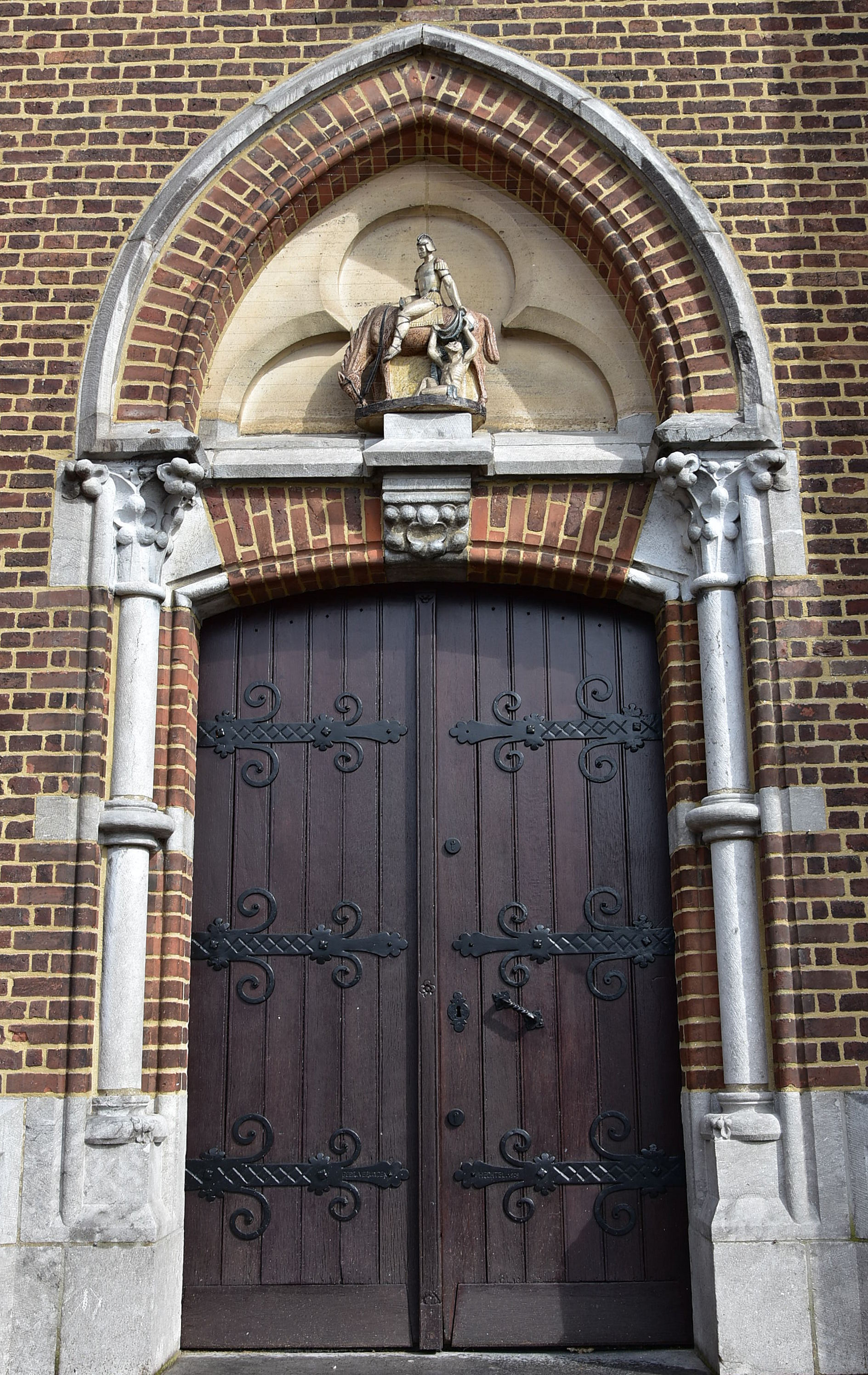
Deur van het portaal